# Камбейский янтарь
Камбейский янтарь (англ. Cambay amber) — ископаемая смола, россыпи которой находят в шахтах на территории индийского штата Гуджарат, где ведется добыча бурого угля. Возраст янтароносных отложений составляет 55—52 млн лет (ранний эоцен). Источником смолы, из которой образовался янтарь, были деревья из семейства Dipterocarpaceae. В камбейском янтаре было найдено более 55 семейств и 100 видов членистоногих. Плохо полимеризован, благодаря чему хорошо растворяется в органических растворителях, таких как хлороформ, что позволяет извлекать из него насекомых для изучения.